# Leśniki (przystanek kolejowy na Białorusi)
Leśniki (biał. Леснікі; ros. Лесники) – przystanek kolejowy w miejscowości Leśniki, w rejonie wołkowyskim, w obwodzie grodzieńskim, na Białorusi. Leży na linii Wołkowysk – Brzostowica.